# 중앙로 (논산시)
중앙로(中央路, Jungang-ro)는 충청남도 논산시 은진면에서 논산시 광석면 대교앞교차로를 잇는 충청남도 논산시의 도로이다.

## 주요 경유지
충청남도
- 논산시 (은진면-취암동-부창동-광석면)

## 노선
| 이름            | 접속 노선                   | 소재지 | 소재지 | 비고                 |
| --------------- | --------------------------- | ------ | ------ | -------------------- |
| (이름없음)      | 탑정로                      | 논산시 | 은진면 |                      |
| (이름없음)      | 대학로                      | 논산시 | 취암동 |                      |
| 취암사거리      | 국도 제1호선 (논산대로)     | 논산시 | 취암동 |                      |
| 논산오거리      | 지방도 제643호선 (계백로)   | 논산시 | 취암동 | 지방도 제643호선구간 |
| 오거리지하차도  |                             | 논산시 | 취암동 | 지방도 제643호선구간 |
| 하나은행사거리  | 중앙로479번길 중앙로480번길 | 논산시 | 취암동 | 지방도 제643호선구간 |
| 대교사거리      | 강변로                      | 논산시 | 부창동 | 지방도 제643호선구간 |
| 논산대교        |                             | 논산시 | 광석면 | 지방도 제643호선구간 |
| 대교앞 교차로   | 논산평야로                  | 논산시 | 광석면 | 지방도 제643호선구간 |
| 대백제로와 직결 |                             |        |        |                      |

## 주요 건물 및 시설
- 투썸플레이스 논산대학로점 (중앙로 130/내동 1232)
- CU 건양대후문점 (중앙로 132/내동 1231)
- 논산내동초등학교 (중앙로 192/내동 162-1)
- BHC치킨 건양대점 (중앙로 205/내동 725)
- 맘스터치 논산내동점 (중앙로 212/내동 627)
- 기아 논산지점 (중앙로 213/내동 697)
- 교촌치킨 취암점 (중앙로 214/내동 628)
- 도미노피자 논산점 (중앙로 219/내동 636)
- 신한은행 논산금융센터 (중앙로 255/내동 382-32)
- 메가박스 논산내동점 (중앙로 255/내동 382-32)
- 롯데리아 논산내동점 (중앙로 255/내동 382-32)
- 새마을금고 놀뫼새마을금고 취암지점 (중앙로 260/취암동 83-12)
- 농협 논산계룡축산농협 중앙로지점, 농협 논산계룡축산농협 하나로마트 장군점 (중앙로 264/취암동 83)
- 파리바게트 논산내동점 (중앙로 271/취암동 83-20)
- 현대자동차 논산지점 (중앙로 279/취암동 83-6)
- 논산여자고등학교 (중앙로 325/취암동 462-5)
- 피자헛 논산2호점 (중앙로 331/취암동 501-18)
- 미니스톱 논산여고점 (중앙로 332/취암동 501-7)
- LG전자 베스트샵 논산점 (중앙로 388/취암동 1051-15)
- 롯데하이마트 논산점 (중앙로 395/취암동 565-20)
- IBK기업은행 논산지점 (중앙로 403/취암동 574-4)
- 다이소 논산오거리점 (중앙로 414/취암동 1047-7)
- KT 논산KTF중앙로점 (중앙로 415/취암동 177-17)
- KB국민은행 논산지점 (중앙로 464/반월동 66-1)
- 농협중앙회/NH농협은행 논산시지부 (중앙로 477/반월동 161-3)
- 하나은행 논산지점 (중앙로 481/화지동 106-1)